# The Starlight Express
The Starlight Express è una commedia per bambini di Violet Pearn, basata sul romanzo immaginario A Prisoner in Fairyland di Algernon Blackwood, con canzoni e musiche di scena scritte dal compositore inglese Sir Edward Elgar nel 1915.

## Storia
Il 9 novembre 1915 Sir Edward Elgar fu invitato da Robin Legge, critico musicale di The Daily Telegraph, a scrivere la musica per una commedia fantasy per bambini che sarebbe stata prodotta al Kingsway Theatre quel Natale. La commedia era The Starlight Express, un adattamento di un romanzo di Algernon Blackwood intitolato A Prisoner in Fairyland, di Blackwood e Violet Pearn. Il baritono e compositore Clive Carey aveva già iniziato la sua ambientazione, ma la abbandonò quando fu incaricato Elgar.
Il produttore doveva essere Basil Dean: ma quando fu chiamato per il servizio militare in Francia, fu sostituito dall'attrice Lena Ashwell. Ad Elgar fu subito mostrata la sceneggiatura dalla Ashwell ed ebbe incontri di successo con lei e con Blackwood. La storia piaceva ad Elgar per le sue somiglianze con il mondo fantasy privato della sua infanzia che aveva rappresentato nella musica che aveva scritto per The Wand of Youth ("La bacchetta della gioventù"). Il suo primo pensiero fu di riutilizzare quella musica e nella partitura mescolò alcune reminiscenze. Ci lavorò con entusiasmo e in poco più di un mese produsse oltre 300 pagine di spartiti, canzoni e musiche di scena, in tempo per le prove. Il 6 dicembre i due cantanti scelti, il soprano di origine australiana Clytie Hine e il baritono Charles Mott, provarono con Elgar.
The Starlight Express fu prodotto da Lena Ashwell al Kingsway Theatre di Londra, come uno dei suoi spettacoli di alta qualità in tempo di guerra. La produzione fu annunciata sul Times, che citò il fatto che la piccola buca dell'orchestra del teatro sarebbe stata ampliata per ospitare un'intera orchestra. Il teatro fu inaugurato il 29 dicembre 1915. La prima avrebbe dovuto essere diretta dal compositore, ma poiché Lady Elgar aveva subito una commozione cerebrale pochi giorni prima a causa di un incidente stradale, rimase a casa con lei e il direttore fu il giovane Julius Harrison. Andò in scena solo per un mese, chiudendo il 29 gennaio 1916.
Le ragioni del fallimento furono la progettazione inadeguata dei personaggi e delle scene di Henry Wilson (che era stato scelto e il cui lavoro era stato approvato da Lena Ashwell) e la difficoltà che la Pearn aveva nel realizzare qualcosa di teatrale con il suo adattamento del libro. Sia Blackwood che Elgar avevano espresso dubbi sulla regia e Blackwood aveva preso in considerazione l'idea di usare il suo diritto di opporsi ed ottenere un nuovo artista. Blackwood era contrarissimo a "questo omicidio della mia semplice piccola opera teatrale... Arts & Crafts, pretenziosa spazzatura cucita sulla tua musica da una sciocca persona stramba che non ha mai letto la commedia". Elgar concordò, ma questo avrebbe significato il rinvio dell'apertura. I critici che espressero il loro punto di vista sulla serata di apertura, mentre elogiaronono la musica e i singoli artisti, sottolinearono la mancanza di sostanza nella storia. La musica non meritava di essere dimenticata. Elgar fece un contratto con The Gramophone Company e il 18 febbraio 1916 la musica fu registrata su otto lati, con le canzoni eseguite da Agnes Nicholls e Charles Mott. Più tardi quell'anno le tre canzoni del Suonatore d'organetto furono pubblicate da Elkin, con un accompagnamento di piano arrangiato da Julius Harrison.

## Personaggi
| Nome | Ruolo                                                                                             |
| --- | ------------------------------------------------------------------------------------------------- |
| Papà | "John Henry Campden", uno scrittore                                                               |
| Mamma | sua moglie "Henrietta"                                                                            |
| Jane Anne | "Jinny", la loro figlia maggiore, di 17 anni                                                      |
| Monkey | la loro figlia più giovane, di 12 anni                                                            |
| Jimbo | il loro figlio, di 10 anni                                                                        |
| Grannie | Madre irlandese di Henrietta                                                                      |
| Cugino Henry | "Henry Rogers", cugino di papà                                                                    |
| Madame Jequier                                                                                                   | una Vedova, proprietaria della Pensione Wistaria                                                  |
| Suonatore d'organetto                                                                                            | potrebbe anche essere il Vagabondo                                                                |
| Ragazzi | "Arabi di strada" (bambini senzatetto): accompagnano il suonatore di organetto davanti al sipario |
| Le Pleiadi | Danzatrici                                                                                        |
| Miss Waghorn e altre tre governanti in pensione                                                                  |                                                                                                   |
| Folletti: Vagabondo, Lampionaio, Giardiniere, Spazzino, Spazzacamino, Donna del pagliaio, Piccoli venti e Risata |                                                                                                   |

## Canzoni

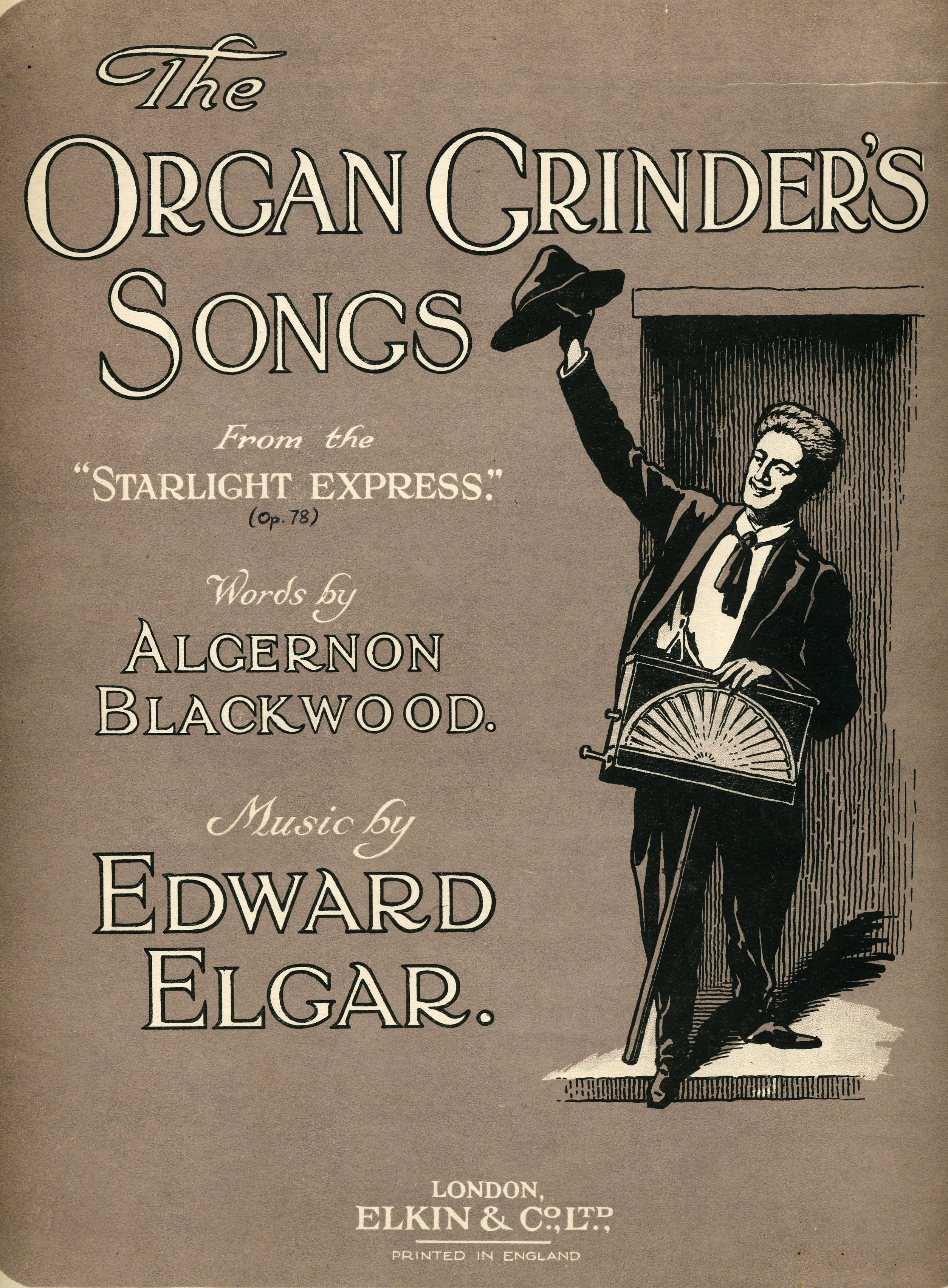
Charles Mott nel ruolo del Suonatore di organetto

| Atto I 1. Suonatore d'organetto (Baritono): "To the Children" – "O children, open your arms to me," |
| Atto II 2. Suonatore d'organetto: "The Blue-Eyes Fairy" – "There's a fairy that hides" |
| Atto II Scena 1 3. Suonatore d'organetto: "Curfew Song" (Orion) – "The sun has gone" 4. Risata (Soprano): "The Laugher's Song" – "I'm ev'rywhere" 5. Suonatore d'organetto: "Come Little Winds" – "Wake up you little night winds" |
| Atto II Scena 3 6. Risata: "Tears and Laughter" – "Oh! stars shine brightly!" 7. Jane Anne (Soprano): "Sunrise Song" (or "Dawn Song") – "We shall meet the morning spiders"                                                        |
| Atto III 8. Suonatore d'organetto: "My Old Tunes" – "My old tunes are rather broken" |
| Atto III Scena 1 9. Jane Anne: – "Dandelions, daffodils" |
| Atto III Scena 2 10. Risata: – "Laugh a little ev'ry day" 11. Suonatore d'organetto: "The Dawn" – "They're all soft-shiny now" 12. Jane Anne: – "Oh, think Beauty"                                                                 |
| Atto III Finale 13. Duetto Jane Anne e Cugino Henry: "Hearts must be soft-shiny dressed" – "Dustman, Laugher, Tramp and busy Sweep"                                                                                                |

## Citazioni musicali
Dalle suite The Wand of Youth di Elgar
- The Little Bells (Scherzino) – in tutti gli Atti
- Fairy Pipers – in tutti gli Atti
- Sun Dance – interludio alla fine dell'Atto II
- Moths and Butterflies – introduzione all'Atto II Scena 3
- March – nell'Atto III

Da The Music Makers di Elgar
- una sequenza nella canzone di Jane Anne alla fine della Scena 2 dell'Atto II

Dal canto di Natale The First Nowell
- alla fine dell'Atto III

## Pubblicazioni
- Suite per pianoforte, arrangiata da Albert Ketèlbey, pub. Elkin & Co. Ltd. London & New York, 1916
  - To the Children (Canzone del Suonatore di organetto)
  - Danza delle Pleiadi
  - Canzone dell'Alba
  - Nella foresta
  - "The Blue-Eyes Fairy" (La fata degli occhi azzurri) (Canzone del Suonatore di organetto)
  - Finale
- Canzoni del Suonatore di organetto, accompagnamento al pianoforte arrangiato da Julius Harrison, pub. Elkin & Co. Ltd. London & New York, 1916
  - 1. "To the Children"
  - 2. "The Blue-Eyes Fairy"
  - 3. "My Old Tunes"

## Precisazioni
- The Starlight Express non fu l'unica collaborazione di Blackwood e Pearn. Nota

Karma: A Re-Incarnation Play in Prologue, Epilogue & Three Acts. Londra: Macmillan, 1918 e New York: E.P. Dutton, 1918. "Una storia d'amore rievocata attraverso quattro esistenze."
Through The Crack (un adattamento di The Education of Uncle Paul di Blackwood). Londra e New York: Samuel French. Prodotto nel Natale 1920, poi nel 1925.
- Il 22 maggio 1918 il caporale dei Lanceri Charles James Mott, il cantante di successo in quella prima produzione di "The Starlight Express", si trovava nel reggimento di Londra (Artists' Rifles) quando fu ferito a morte dall'esplosione di una granata tedesca.[8] Aveva 37 anni. Elgar, scrivendo a un amico, disse "È difficile credere che Charles Mott sia morto; morto per ferite in Francia. Sono sopraffatto: un'anima BUONA semplice, onesta."
- Nel 1933 il direttore d'orchestra Joseph Lewis arrangiò dalla partitura una selezione di 40 minuti da "The Starlight Express" che aveva diretto in diverse trasmissioni radiofoniche BBC. Ma la sua partitura e altri preziosi materiali della BBC furono distrutti in un raid aereo nel 1940.
- Nel settembre 1940 il Kingsway Theatre fu danneggiato da un incendio in un'incursione aerea. Tutti gli oggetti di scena e la musica di The Starlight Express furono distrutti. Tuttavia Elgar aveva lasciato il suo manoscritto con la partitura completa della musica agli editori, i signori Elkin & Co. e, a parte i ricordi e le recensioni, questo diventò l'unico residuo sopravvissuto. Fortunatamente questo spartito conteneva anche molte delle sue note scritte sullo spettacolo. La partitura è firmata "Edward Elgar, Finis, AE dicembre 1915" - AE era la sigla di sua moglie ed Elgar, in genere, raddoppiava il gioco di parole con la scritta "AE 15" (abbreviato dal latino "AETATIS 15", inglese "Età 15"): era di nuovo un bambino!
- Nel 1984 Richard Adams ha fornito una "narrativa interpretativa" per accompagnare una performance della partitura di Elgar nei Paesi Bassi. Il narratore per l'occasione era il compositore Michael Berkeley.

## Incisioni
- Il 18-19 febbraio 1916, una selezione di canzoni e musica ebbe una registrazione acustica presso gli HMV Studios, Hayes, da The Gramophone Company. I cantanti erano Charles Mott e Agnes Nicholls, ed Elgar diresse la "Symphony Orchestra". C'erano quattro dischi da 12 pollici (D455-8): (1) To the Children e The Blue-Eyes Fairy (Mott); (2) My Old Tunes e Curfew Song (Mott); (3) Come Little Winds (Mott), Wind Dance (orchestra), Tears and Laughter e Sunrise Song (Nicholls); (4) The Laugher's Song (Nicholls) e Finale - Hearts must be soft-shiny dressed (Nicholls e Mott).[9]
- Nel dicembre del 1935, quattro canzoni furono registrate negli HMV Studios, Hayes, dalla The Gramophone Company. I cantanti erano Stuart Robertson e sua moglie Alice Moxon. Non si sa chi abbia diretto l'orchestra. Le canzoni erano To the Children, The Laugher's Song, The Blue-Eyes Fairy e My Old Tunes.
- Il 26 settembre 1946, due delle canzoni del Suonatore di organetto (My old tunes e To the Children) furono registrate presso i Decca Studios di Londra. Il cantante era Henry Cummings, con un'orchestra diretta da Charles Groves (nella sua prima sessione di registrazione).
- Nel 1964 EMI/HMV pubblica The Miniature Elgar ispirato al film della BBC-TV Monitor. Comprendeva le canzoni My old Tunes e To the Children, eseguite da Frederick Harvey con la Royal Philharmonic Orchestra diretta da Lawrance Collingwood.
- Nel 1973 la Chandos Records registrò alcune delle canzoni, eseguite da John Lawrenson e Cynthia Glover, con Michael Austin (organo) e la Bournemouth Sinfonietta diretta da George Hurst. Le canzoni erano To the Children, The Blue-Eyes Fairy, The Laugher's Song, Tears and Laughter, The Dawn Song, My Old Tunes, Jane Anne's song e Finale.
- Nel 1974-1975, una registrazione completa fu effettuata dalla EMI/HMV il 28 e 29 novembre 1974, il 20 e 22 dicembre 1974 e il 22 ottobre 1975. Questo avvenne agli Abbey Road Studios, Londra. I cantanti erano Derek Hammond-Stroud e Valerie Masterson, con la London Philharmonic Orchestra diretta da Vernon Handley.
- Nel dicembre 1990 alcune delle canzoni furono registrate dalla Decca Records alla Brangwyn Hall, Swansea. I cantanti erano Bryn Terfel e Alison Hagley, con la Welsh National Opera Chorus e la Welsh National Opera Orchestra diretti da Sir Charles Mackerras. Le canzoni erano To the Children, The Blue-Eyes Fairy, The Laugher's Song, Come Little Winds, Tears and Laughter, The Dawn Song, My Old Tunes, Jane Anne's song e Finale.
- Un'edizione del 1992 di Koss Classics delle opere meno conosciute di Elgar, eseguita dall'Orchestra Sinfonica di Indianapolis sotto la direzione di Raymond Leppard, includeva l'Ouverture orchestrale e il Finale.
- Nel 1997, la registrazione Decca del 1990 di "The Starlight Express" è stata rimasterizzata.[10]
- The Starlight Express London Philharmonic Orchestra, diretta da Vernon Handley, con Valerie Masterson (soprano) e Derek Hammond-Stroud (baritono)
- The Starlight Express Suite Cynthia Glover (Soprano), John Lawrenson (Baritono), Bournemouth Sinfonietta diretta da George Hurst. Brani: To the Children, The Blue-Eyes Fairy, The Laugher's Song, O stars shine brightly, The Dawn Song, My Old Tunes, Jane Anne's song e Finale. Chandos CHAN6582